# 領先落後效果
領先落後效果（lead–lag effect）常見於經濟學，是指一個領先變數和另一個較晚出現的變數之間有互相关性。
在自然及氣候中，較大的系統常常會有領先落後效果。根據NASA資料，北冰洋的冰在九月17日最少，是在北半球日照時間尖峰日的三個月後。
經濟學家也常常發現，一些大資本組合的股票和小資本組合的股票股價之間也有領先落後效果。